# Сологуб, Антоний
Антоний Юзеф Сологуб (ок. 1710 — 6 сентября 1759) — государственный и военный деятель Великого княжества Литовского, генерал литовский артиллерии (1746—1759).

## Биография
Представитель литовского шляхетского рода Сологубов герба «Правдзиц». Младший сын подскарбия великого литовского и воеводы берестейского Яна Михала Сологуба (ок. 1697—1748) и Елены Шамовской (перед 1685—1727).
Учился в коллегиуме имени Б. Новодворского и Краковском университете, затем путешествовал по Франции. Во время войны за польского наследство (1733—1738) в рядах французской армии сражался в Голландии и Италии, за военные заслуги получил чин полковника, был дважды тяжело ранен.
Избирался послом на сеймы в 1740, 1744, 1746, 1748, 1750, 1752 и 1754 годах. На сейме 1740 года поддерживал представителей Нойбургских имений в борьбе против Радзивиллов. Во время литовских трибуналов 1740 и 1741 годах вместе со своим отцом поддерживал Сапег против Радзивиллов. Затем изменил свою позицию и породнился с Радзивиллами. В 1746 году получил чин генерала литовской артиллерии.
В 1747 году Антоний Юзеф Сологуб был избран ковенским депутатом в Трибунал Великого княжества Литовского, где стал трибунальским вице-маршалком и фактически руководил заседаниями Трибунала. В 1755-1756 годах проявлял небольшую активность во время конфликта своих союзников Радзивиллов с Чарторыйскими. Французский посол Дюран безуспешно пытался Антония Сологуба втянуть во профранцузскую группировку. В 1757 году был награждён Орденом Белого Орла.
Скончался по дороге в Вильно.

## Семья
2 сентября 1744 года женился на княжне Бригитте Петронелле Радзивилл (1727—1773), дочери воеводы новогрудского и генерал-лейтенанта Николая Фаустина Радзивилла (1688—1746) и Барбары Завиши (1690—1762). Их сыновья Ян Соллогуб, был основателем русской ветви рода Соллогубов, и Ежи Сологуб (1751—1777).